# Torneutes
Torneutes is een kevergeslacht uit de familie van de boktorren (Cerambycidae). De wetenschappelijke naam van het geslacht werd voor het eerst geldig gepubliceerd in 1837 door Reich.

## Soorten
Torneutes is monotypisch en omvat slechts de volgende soort:
- Torneutes pallidipennis Reich, 1837